# Papa Silvestre II
Silvestre II, O.S.B. (Auvérnia, 946 — Roma, 12 de maio de 1003), nome de batismo Gerbert d'Aurillac (em latim: Gerbertus), foi o 139º Papa de 2 de Abril de 999 até sua morte, sucedeu Gregório V e seu sucessor foi João XVII. Era monge beneditino.
Gerbert nasceu em  Auvérnia, França, de origens obscuras, mas certamente humildes, foi educado e encaminhado aos estudos teológicos no mosteiro de Saint-Géraud de Aurillac, no Auvérnia; acompanhando o duque da Espanha, Borel, estabeleceu-se na Península Ibérica, onde pôde aprofundar, também graças aos contatos com a ciência árabe, a própria cultura no campo filosófico e matemático. Foi um dos primeiros divulgadores dos numerais indo-arábicos na Europa cristã. Lecionou por alguns anos em Roma, depois em Reims (972), onde por uma década desenvolveu a parte mais produtiva e interessante de sua obra didática e cultural.
Atendendo a um pedido do imperador Oto II, dirigiu por um breve período a abadia de São Columbano em Bobbio e depois voltou a Reims (983), onde, como conselheiro do arcebispo Adalberon, deteve o controle da política francesa, favorecendo a ascensão ao trono de Hugo Capeto.
À morte de Adalberon (989) seguiu-se um período agitado para Gerbert que, indicado para a sucessão deste, viu-se preterido por Arnulfo por desejo do próprio rei Hugo. Com a deposição de Arnulfo, Gerbert foi nomeado para substituí-lo (991), mas foi deposto em 995, uma vez que sua nomeação havia sido considerada ilegal. Refugiou-se então na Alemanha, protegido pelo imperador Oto III, que, vinte anos antes, havia sido seu discípulo em Roma. Oto levou-o consigo, como conselheiro, à Itália, onde fez com que fosse nomeado primeiramente arcebispo de Ravena (998), e depois, com a morte de Gregório V, favoreceu sua eleição ao papado (999).
Como Papa Silvestre II, Gerbert considerou que chegara finalmente o momento de dar livre vazão aos projetos reformadores aos quais a sua cultura e a sua formação clunicense naturalmente o impeliam, mas o estreito vínculo com o imperador induziu-o a expressar tal reforma na aliança império universal-cristandade, que encontrava sua fórmula na Renovatio imperii, ou seja, na convivência pacífica e na colaboração entre império e papado. Os ideais do papa francês e do imperador alemão, contudo, não eram compartilhados pela população romana; ambos foram expulsos da cidade em fevereiro de 1001. O papa pôde voltar a Roma alguns meses depois, mas, nos dois últimos anos de vida e de reinado, toda sua vontade reformadora desaparecera: suas últimas esperanças foram destruídas com a morte de Oto (1002).
Mas embora exista controvérsia sobre a construção do primeiro relógio mecânico, o papa Silvestre II é considerado no mundo ocidental o primeiro inventor.